# إلبيرت شيلي
إلبيرت شيلي (بالإنجليزية: Elbert Shelley)‏ هو لاعب كرة قدم أمريكية أمريكي، ولد في 24 ديسمبر 1964 في تيرونزا في الولايات المتحدة.

## وصلات خارجية
- إلبيرت شيلي على موقع مرجع كرة القدم المحترفة.كوم (الإنجليزية)